# Jakob Zellweger-Hünerwadel

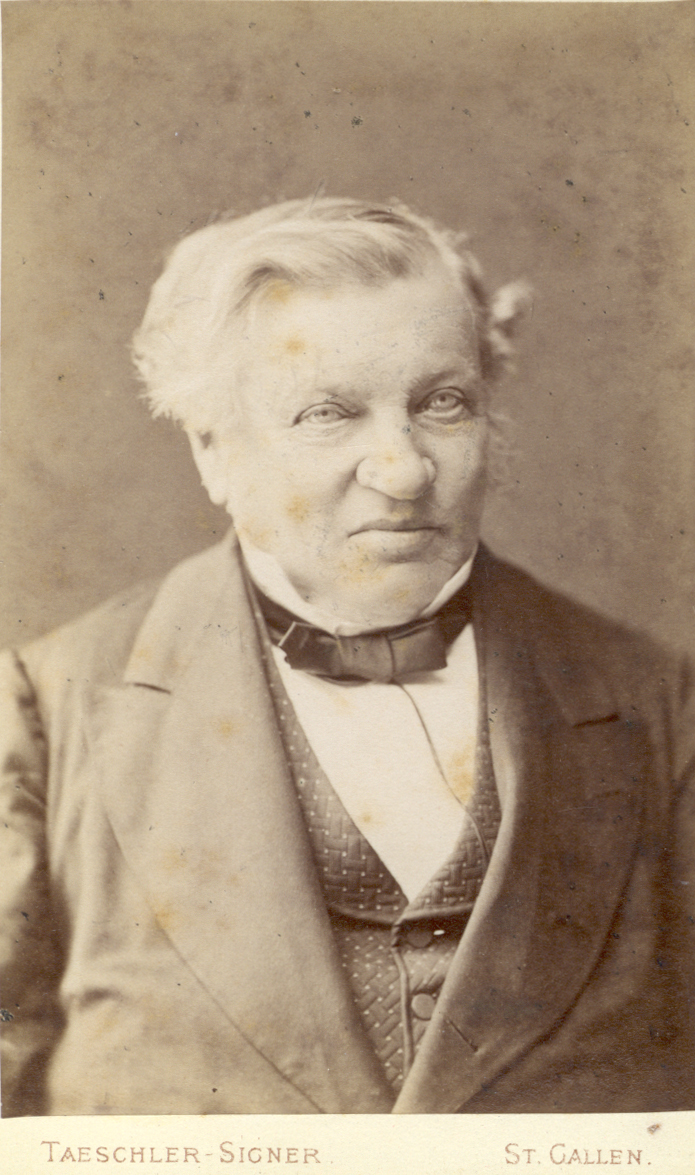
Jakob Zellweger (undatiert)

Jakob Zellweger (* 1. September 1805 in Trogen; † 12. Juli 1873 ebenda; heimatberechtigt ebenda) war ein Schweizer Arzt, Ratsherr, Gemeindehauptmann, Landesstatthalter, Landammann, Tagsatzungsgesandter und Obergerichtspräsident aus dem Kanton Appenzell Ausserrhoden.

## Leben
Johann Jakob Zuberbühler war ein Sohn von Jacob Zellweger sowie ein Bruder von Salomon Zellweger und Ulrich Zellweger. Im Jahr 1834 heiratete er Sophie Hünerwadel, Tochter von Marx Rudolf Hünerwadel, Besitzer einer Indiennefabrik und Kantonsrat.

Jakob Zellweger, Landammann von Appenzell Ausserrhoden, Gemälde von Leonhard Tanner (1843)

Ab 1817 besuchte er die Schule in Zürich. Es folgte ein Medizinstudium in Zürich und Heidelberg. 1826 erwarb er den Doktor in Medizin. Er bildete sich in Paris, Lüttich, Gent und München weiter. Ab 1827 hatte er eine Arztpraxis in Trogen. Er war als Chirurg und Ophthalmologe bekannt und führte ein Privatkrankenhaus.
Von 1829 bis 1832 war er Ratsherr in Trogen, ab 1832 bis 1833 Gemeindehauptmann und von 1829 bis 1833 kantonaler Verhörrichter. Ab 1833 bis 1839 amtierte er als Landesstatthalter, von 1839 bis 1848 als Landammann und Tagsatzungsgesandter. 1858 hatte er das Amt des Aktuars des Revisionsrats und von 1859 bis 1872 das des Obergerichtspräsidenten inne.
Er war ein liberal-konservativer Gegner der Bundesverfassung von 1848. Er fungierte als Gönner der Kantonsschule und war 1827 Mitgründer der Gesellschaft appenzellischer Ärzte sowie Mitglied philanthropischer Gesellschaften.